# Đá Vành Khăn
Đá Vành Khăn (tiếng Anh: Mischief Reef; tiếng Filipino: Panganiban; tiếng Trung: 美济礁; bính âm: Měijì jiāo, Hán-Việt: Mĩ Tế tiêu) là một rạn san hô vòng thuộc cụm Bình Nguyên của quần đảo Trường Sa. Đá này nằm cách đảo Sinh Tồn Đông 57 hải lý (105,6 km) về phía đông và cách đảo Vĩnh Viễn 51 hải lý (94,5 km) về phía nam.
Đá Vành Khăn là đối tượng tranh chấp giữa Việt Nam, Đài Loan, Philippines và Trung Quốc. Trung Quốc kiểm soát đá này từ tháng 2 năm 1995, gây ra một cuộc khủng hoảng chính trị với Philippines.
Trung Quốc đã thành lập xã khu Mỹ Tế thuộc quận Nam Sa, có trụ sở đặt tại đảo nhân tạo trên đá Vành Khăn mà Trung Quốc gọi là đảo Mỹ Tế (美济岛). Xã này gồm đảo Mỹ Tế và các đảo, đá phụ cận.

## Đặc điểm
Đá Vành Khăn hình dạng hơi tròn với đường kính khoảng 4 hải lý (7,4 km). Đa phần đá Vành Khăn chìm dưới nước. Vụng biển (phá) của Vành Khăn sâu từ 18,3 đến 29,2 m. Phần phía tây nam của vụng thì an toàn cho việc neo đậu trong khi phần đông bắc lại đầy đá san hô lởm chởm với độ sâu chỉ 1,8 m.

## Lịch sử
Tên gọi Mischief là do nhà làm bản đồ Henry Spratly đặt vào năm 1791 khi ông đi qua vùng quần đảo Trường Sa.
Trước năm 1995, đá Vành Khăn thuộc quyền kiểm soát của Philippines. Hiện không có tài liệu ghi lại Philippines chiếm đá Vành Khăn từ năm nào, nhưng chắc chắn là sau năm 1956 (trước đó Philippines chưa từng tuyên bố chủ quyền ở hòn đảo nào thuộc Trường Sa) và trước năm 1975 (thời điểm Philippines đã giành được tổng cộng 8 đảo/đá từ tay Hải quân Việt Nam Cộng hòa).
Tháng 2 năm 1995, Trung Quốc điều bảy tàu đến đá Vành Khăn, bắt giữ và trục xuất các ngư dân Philippines tại đây. Sau đó nước này cho xây dựng những cấu kiện hình đa giác dựng trên những cột thép, đĩa vệ tinh và cắm cờ Trung Quốc.
Khi Philippines lên tiếng phản đối, Trung Quốc đáp lại rằng việc chiếm đóng là "do cấp dưới ra lệnh và thực thi" mà "không thông báo hay xin phép chính phủ Trung Quốc". Philippines kêu gọi giải quyết thông qua thượng lượng và hợp tác khai thác, dẫn đến một cuộc họp cấp thứ trưởng ngoại giao giữa hai nước tại Bắc Kinh vào ngày 19 tháng 3 năm 1995 (thất bại). Ngay trong thời gian diễn ra cuộc họp, Philippines cho quân phá hủy các phao đánh dấu do Trung Quốc thả tại bãi Hải Sâm, bãi Sa Bin và bãi Trăng Khuyết. Ngày 25 tháng 3, Philippines bắt bốn tàu cá của Trung Quốc tại đá Suối Ngọc rồi dẫn giải về đảo Palawan.
Tháng 11 năm 1998, Trung Quốc gửi bảy con tàu chở theo rất đông thợ xây đến đá Vành Khăn để mở rộng các cấu kiện hình bát giác "dành cho ngư dân" thành những toà nhà bê tông. Hậu quả là một đợt căng thẳng mới kể cả bằng lời nói và hành động thực tế đã bùng phát giữa nước này và Philippines. Philippines liên tục từ chối lời đề nghị cùng sử dụng các ngôi nhà của Trung Quốc trên đá Vành Khăn, cho máy bay do thám đá này và cho hải quân bắn chìm một số tàu cá của Trung Quốc mà Philippines cho rằng đã xâm phạm vùng đặc quyền kinh tế của họ.
Năm 2015 Trung Quốc bắt đầu xây một đường băng trên đá Vành Khăn. Tháng 7 năm 2016 đường băng 2.644m x 55m này đã hoàn tất, được Trung Quốc cho máy bay thử nghiệm ngày 12 tháng 7, ngay trước thời điểm Tòa án Trọng tài Quốc tế ra phán quyết về vụ kiện Biển Đông.

## Vũ trang hóa
Đài CNBC của Mỹ ngày 2-5-2018 dẫn các nguồn tin tình báo cho biết các tên lửa hành trình chống hạm YJ-12B và tên lửa đất đối không HQ-9B đã được Trung Quốc lắp đặt trên ba thực thể Đá Chữ Thập, Xu Bi, Đá Vành Khăn do Trung Quốc kiểm soát trong quần đảo Trường Sa.